# Oudenaarde (okręg)
Oudenaarde (nld. Arrondissement Oudenaarde, fr. Arrondissement administratif d'Audenarde, niem. Bezirk Oudenaarde) – okręg w północnej Belgii, w Regionie Flamandzkim, w prowincji Flandria Wschodnia.  

## Podział administracyjny
Okręg podzielony jest na dziesięć gmin (nld. gemeente, fr. commmune, niem. Gemeinde), w skład których wchodzi 55 dzielnic (deelgemeente)
| - Brakel (Bracle) - Elst - Everbeek (Everbecq) - Michelbeke - Nederbrakel - Opbrakel - Parike - Zegelsem - Horebeke (Hoorebeke) - Sint-Kornelis-Horebeke (Hoorebeke-Saint-Corneille) - Sint-Maria-Horebeke (Hoorebeke-Sainte-Marie) - Kluisbergen - Berchem - Kwaremont (Quaremont) - Ruien - Zulzeke (Sulsique) - Kruisem - Huise (Huysse) - Kruishoutem (Cruyshautem) - Nokere - Ouwegem (Auwegem) - Wannegem-Lede - Zingem - Lierde - Deftinge - Hemelveerdegem - Sint-Maria-Lierde (Lierde-Sainte-Marie) - Sint-Martens-Lierde (Lierde-Saint-Martin) |

| - Maarkedal (Markedal) - Etikhove (Etichove) - Maarke-Kerkem - Nukerke - Schorisse (Escornaix) - Oudenaarde (Audenarde), miasto - Bevere - Edelare - Eine - Ename - Heurne - Leupegem - Mater - Melden - Mullem - Nederename - Volkegem - Welden - Ronse (Renaix), miasto - Wortegem-Petegem - Elsegem - Moregem - Ooike - Wortegem - Petegem-aan-de-Schelde (Peteghem-sur-l'Escaut) - Zwalm (Zwalin) - Beerlegem - Dikkele - Hundelgem (Hundelghem) - Meilegem - Munkzwalm - Nederzwalm-Hermelgem (Nederzwalin-Hermelghem) - Paulatem (Paulaethem) - Roborst - Rozebeke - Sint-Blasius-Boekel (Boucle-Saint-Blaise) - Sint-Denijs-Boekel (Boucle-Saint-Denis) - Sint-Maria-Latem (Laethem-Sainte-Marie) |